# 福科路
福科路為臺灣臺中市的重要道路之一，全線位於西屯區境內， 大致呈東西向，為統聯客運聯絡中港轉運站以及中部科學園區台中基地至臺中市區的紓解道路之一。東起黎明路三段，西到東大路。全線不分段，配置雙向四車道及中央綠化安全島。
該路原為青海路三段，實際上卻沒有與青海路二段相連接，於是臺中市政府在2004年，將路名改為福科路。

## 本道路客運
臺中市市區公車
- 本表更新時間為2015年12月31日。

| 編號   | 業者     | 路線                                         | 行駛區間       | 備註                                     |
| ------ | -------- | -------------------------------------------- | -------------- | ---------------------------------------- |
| 45     | 仁友客運 | 中科管理局－第一廣場－中科管理局             | 玉門路－東大路 | 本路線為單循環路線，仁友東站端無發車時刻 |
| 67     | 東南客運 | 東海別墅－臺中火車站                         | 黎明路－永福路 |                                          |
| 68     | 四方客運 | 坪頂－中臺科技大學                           | 黎明路－東大路 |                                          |
| 68繞   | 四方交通 | 坪頂－國安國小－中臺科技大學                 | 黎明路－東大路 |                                          |
| 68延   | 四方交通 | 鹿寮國中－坪頂－中臺科技大學                 | 黎明路－東大路 |                                          |
| 68延繞 | 巨業交通 | 鹿寮國中－東海別墅－中科管理局－中臺科技大學 | 黎明路－東大路 |                                          |
| 73     | 統聯客運 | 統聯轉運站－文英兒童公園                     | 環中路－福安路 |                                          |
| 81     | 統聯客運 | 統聯轉運站－太平                             | 環中路－福安路 |                                          |
| 220    | 豐原客運 | 豐原－臺中榮總                               | 永福路－福康路 |                                          |
| 354    | 四方客運 | 東海路思義教堂－僑光科技大學                 | 福康路－黎明路 |                                          |
| 357    | 捷順交通 | 臺中榮總－中台新村                           | 玉門路－安和路 |                                          |
| 359    | 捷順交通 | 東海別墅－捷運文心森林公園站                 | 福林路－黎明路 |                                          |

## 沿線設施
（由東到西）
黎明路三段
- 臺中市第十二期重劃區

環中路二段
中彰快速道路
中山高速公路
筏子溪
台灣高鐵
- 臺中市安和自辦重劃區

安和路
- 愛買永福店
- 臺中市政府警察局第六分局永福派出所
- 真善美廣播電台

東大路